# Роблес Ортега, Франсиско
Франсиско Роблес Ортега (исп. Francisco Robles Ortega; род. 2 марта 1949, Маскота, Мексика) — мексиканский кардинал. Титулярный епископ Боссы и вспомогательный епископ Толуки с 30 апреля 1991 по 15 июня 1996. Епископ Толуки с 15 июня 1996 по 25 января 2003. Архиепископ Монтеррея с 25 января 2003 по 7 декабря 2011. Архиепископ Гвадалахары с 7 декабря 2011. Кардинал-священник с титулом церкви Санта-Мария-делла-Презентационе с 24 ноября 2007.